# Zapornia atra
La schiribilla di Henderson (Zapornia atra (North, 1908)) è un uccello della famiglia dei Rallidi originario dell'isola omonima.

## Descrizione
La schiribilla di Henderson è l'ultima specie di Rallide incapace di volare rimasta in Polinesia, e vive solamente su un'unica isola remota dell'oceano Pacifico. Il nome scientifico con cui era nota in passato, Nesophylax atra, «guardiano nero dell'isola», si riferiva al suo piumaggio nero e vellutato, con lievi riflessi grigiastri. La colorazione rossa dell'iride e dell'anello perioculare contrasta nettamente con quella del piumaggio; il becco, invece, è nerastro, con la base di colore verde-giallastro. La schiribilla di Henderson compensa la sua incapacità di volare con le lunghe zampe ben sviluppate, che le consentono di correre rapidamente. I maschi hanno zampe rosse, chiazzate di nero, le femmine le hanno di un colore variabile dal rosso stinto all'arancio, mentre i giovani le hanno completamente nere. Questi ultimi differiscono anche per la colorazione grigia della gola e delle regioni inferiori, e per l'iride marrone.

## Distribuzione e habitat
La specie è endemica dell'isola di Henderson, appartenente al gruppo delle Pitcairn, nell'oceano Pacifico meridionale.
Predilige gli ombrosi sottoboschi delle fitte foreste, ricoperti da un fitto strato di foglie cadute. Si incontra anche in foreste aperte, zone arbustive e boschetti di palme da cocco.

## Biologia
La schiribilla di Henderson, nota come chicken-bird («uccello-pollo») presso i locali, ha una dieta opportunista; scava con le zampe nella lettiera di foglie cadute, spostandole con il becco, catturando gli insetti, i ragni, le uova di scinco, i nematodi e i molluschi terrestri che incontra. Talvolta cattura le prede anche becchettando la superficie inferiore delle foglie. Le coppie di schiribilla foraggiano insieme: i due partner rimangono entro un raggio di dieci metri l'uno dall'altro e si mantengono in contatto con frequenti kwa simili al gracidare di una rana. Spavalda e curiosa, la schiribilla di Henderson è nota per avvicinarsi agli osservatori che rimangono immobili.
La specie, monogama, vive in coppie, e si ritiene sia territoriale. Nidifica tra luglio e febbraio, deponendo due o tre uova in nidi generalmente di forma sferica. Il nido, fatto di foglie di palma secche, viene costruito prevalentemente dal maschio, ed è posto fino a 30 cm di altezza dal suolo, in un cespo di foglie o alla base di un tronco. L'incubazione si protrae per 21 giorni e viene effettuata da entrambi i genitori. I pulcini, ricoperti di un piumino vellutato nero, lasciano il nido poco dopo la schiusa e vengono nutriti e accuditi dai genitori, assistiti in questo compito dai giovani delle covate precedenti e da altri membri adulti del gruppo familiare. Questi aiutanti proteggono inoltre le uova e i pulcini dagli attacchi di granchi e ratti.

## Conservazione
Henderson è un'isola corallina sopraelevata che, pur essendo disabitata, può essere ancora minacciata dalle attività umane. Il ratto polinesiano, o del Pacifico, (Rattus exulans) è stato introdotto dall'uomo molti secoli fa, e preda le uova e i pulcini della schiribilla. Tuttavia, dal momento che l'uccello e il ratto hanno convissuto per circa 800 anni, sembra che la schiribilla si sia adattata alla presenza di quest'ultimo, e non sia particolarmente minacciata da questa specie aliena. Tuttavia, l'introduzione accidentale di predatori più aggressivi, come il gatto domestico o una seconda specie di ratto, potrebbe avere un effetto devastante sulla popolazione del Rallide, causandone il rapido declino o addirittura l'estinzione. L'introduzione di ulteriori predatori o di un agente patogeno, purtroppo, viene ritenuta inevitabile, dato il numero di yacht non autorizzati che approdano sull'isola. Attualmente, la popolazione di schiribille viene valutata sulle 9300 unità.